# Cymothoe sangaris
Cymothoe sangaris là một loài bướm ngày thuộc họ Nymphalidae. Loài này có ở miền trung Africa.
==Phụ loài==:
- Cymothoe sangaris sangaris (Sierra Leone đến Nigeria)
- Cymothoe sangaris rubrior (Trung Zaire)
- Cymothoe sangaris luluana (Kasai, Shaba và Sankuru ở Zaire)

Ấu trùng ăn Rinorea species.